# Seria GP2 – Yas Marina 2010
Runda GP2 na torze Yas Marina Circuit – dziesiąta, finałowa runda mistrzostw serii GP2 w sezonie 2010.

## Wyniki

### Sesja treningowa
| Nr | Kierowca            | Konstruktor      | Czas     | Okr. |
| -- | ------------------- | ---------------- | -------- | ---- |
| 3  | Giedo van der Garde | Barwa Addax Team | 1:50,600 | 12   |

### Kwalifikacje
Źródło: Autosport
| Poz. | Nr | Kierowca            | Konstruktor             | Czas     | Poz. s. |
| ---- | -- | ------------------- | ----------------------- | -------- | ------- |
| 1    | 9  | Oliver Turvey       | iSport International    | 1:48,559 | 1       |
| 2    | 7  | Dani Clos           | Racing Engineering      | 1:49,035 | 9       |
| 3    | 4  | Sergio Pérez        | Barwa Addax Team        | 1:49,081 | 2       |
| 4    | 19 | Fabio Leimer        | Ocean Racing Technology | 1:49,148 | 3       |
| 5    | 10 | Davide Valsecchi    | iSport International    | 1:49,307 | 4       |
| 6    | 1  | Jules Bianchi       | ART Grand Prix          | 1:49,338 | 12      |
| 7    | 14 | Luiz Razia          | Rapax Team              | 1:49,410 | 5       |
| 8    | 3  | Giedo van der Garde | Barwa Addax Team        | 1:49,429 | 16      |
| 9    | 12 | Romain Grosjean     | DAMS                    | 1:49,462 | 6       |
| 10   | 2  | Sam Bird            | ART Grand Prix          | 1:49,624 | 19      |
| 11   | 24 | Adrian Zaugg        | Trident Racing          | 1:49,812 | 7       |
| 12   | 18 | Max Chilton         | Ocean Racing Technology | 1:49,890 | 8       |
| 13   | 25 | Michael Herck       | David Price Racing      | 1:50,160 | 10      |
| 14   | 27 | Fabrizio Crestani   | David Price Racing      | 1:50,239 | 11      |
| 15   | 15 | Pastor Maldonado    | Rapax Team              | 1:50,362 | 23      |
| 16   | 17 | Rodolfo González    | Arden International     | 1:50,549 | 13      |
| 17   | 5  | Josef Král          | Super Nova Racing       | 1:50,559 | 14      |
| 18   | 21 | Brendon Hartley     | Scuderia Coloni         | 1:50,568 | 15      |
| 19   | 16 | Charles Pic         | Arden International     | 1:50,569 | 17      |
| 20   | 6  | Marcus Ericsson     | Super Nova Racing       | 1:50,719 | 18      |
| 21   | 11 | Jérôme d’Ambrosio   | DAMS                    | 1:50,730 | 24      |
| 22   | 20 | James Jakes         | Scuderia Coloni         | 1:50,901 | 20      |
| 23   | 8  | Ho-Pin Tung         | Racing Engineering      | 1:51,061 | 21      |
| 24   | 22 | Federico Leo        | Trident Racing          | 1:52,170 | 22      |
| Poz. | Nr | Kierowca            | Konstruktor             | Czas     | Poz. s. |

## Wyniki

### Główny wyścig

#### Wyścig
Źródło: Wyprzedź Mnie!
| P                 | + / –     | Nr | Kierowca            | Konstruktor             | Okr. | Czas / Strata | Komentarz |
| ----------------- | --------- | -- | ------------------- | ----------------------- | ---- | ------------- | --------- |
| 1                 | 1         | 4  | Sergio Pérez        | Barwa Addax Team        | 31   | 59:53,752     |           |
| 2                 | 1         | 9  | Oliver Turvey       | iSport International    | 31   | +0:21,065     |           |
| 3                 | 16        | 2  | Sam Bird            | ART Grand Prix          | 31   | +0:29,695     |           |
| 4                 | 5         | 7  | Dani Clos           | Racing Engineering      | 31   | +0:30,442     |           |
| 5                 | 1         | 10 | Davide Valsecchi    | iSport International    | 31   | +0:36,614     |           |
| 6                 | Bez zmian | 12 | Romain Grosjean     | DAMS                    | 31   | +0:38,175     |           |
| 7                 | 2         | 14 | Luiz Razia          | Rapax Team              | 31   | +0:39,196     |           |
| 8                 | 6         | 5  | Josef Král          | Super Nova Racing       | 31   | +0:39,724     |           |
| 9                 | 6         | 21 | Brendon Hartley     | Scuderia Coloni         | 31   | +0:40,679     |           |
| 10                | 3         | 17 | Rodolfo González    | Arden International     | 31   | +0:49,704     |           |
| 11                | 7         | 6  | Marcus Ericsson     | Super Nova Racing       | 31   | +0:55,360     |           |
| 12                | 4         | 18 | Max Chilton         | Ocean Racing Technology | 31   | +0:57,925     |           |
| 13                | 2         | 27 | Fabrizio Crestani   | David Price Racing      | 31   | +0:58,334     |           |
| 14                | 10        | 11 | Jérôme d’Ambrosio   | DAMS                    | 31   | +0:58,836     |           |
| 15                | 5         | 20 | James Jakes         | Scuderia Coloni         | 31   | +1:01,227     |           |
| 16                | 6         | 25 | Michael Herck       | David Price Racing      | 31   | +1:02,178     |           |
| 17                | 6         | 15 | Pastor Maldonado    | Rapax Team              | 31   | +1:14,109     |           |
| 18                | 6         | 1  | Jules Bianchi       | ART Grand Prix          | 31   | +1:29,646     |           |
| 19                | 3         | 22 | Federico Leo        | Trident Racing          | 31   | +1:36,305     |           |
| 20                | 3         | 16 | Charles Pic         | Arden International     | 30   | +1 okr        |           |
| Niesklasyfikowani |           |    |                     |                         |      |               |           |
|                   |           | 8  | Ho-Pin Tung         | Racing Engineering      | 11   |               |           |
|                   |           | 19 | Fabio Leimer        | Ocean Racing Technology | 7    |               |           |
|                   |           | 24 | Adrian Zaugg        | Trident Racing          | 0    |               |           |
|                   |           | 3  | Giedo van der Garde | Barwa Addax Team        | 0    |               |           |
| P                 | + / –     | Nr | Kierowca            | Konstruktor             | Okr. | Czas / Strata | Komentarz |

#### Najszybsze okrążenie
| Nr | Kierowca     | Konstruktor      | Czas     | Okr. |
| -- | ------------ | ---------------- | -------- | ---- |
| 4  | Sergio Pérez | Barwa Addax Team | 1:50,749 | 20   |

### Sprint

#### Wyścig
Źródło: Wyprzedź Mnie!
| P                                                     | + / –     | Nr | Kierowca            | Konstruktor             | Okr. | Czas / Strata | Komentarz |
| ----------------------------------------------------- | --------- | -- | ------------------- | ----------------------- | ---- | ------------- | --------- |
| 1                                                     | 1         | 10 | Davide Valsecchi    | iSport International    | 22   | 49:59,120     |           |
| 2                                                     | 5         | 14 | Luiz Razia          | Rapax Team              | 22   | +0:00,925     |           |
| 3                                                     | 2         | 12 | Romain Grosjean     | DAMS                    | 22   | +0:05,107     |           |
| 4                                                     | 1         | 7  | Dani Clos           | Racing Engineering      | 22   | +0:05,597     |           |
| 5                                                     | 3         | 5  | Josef Král          | Super Nova Racing       | 22   | +0:17,853     |           |
| 6                                                     | 3         | 21 | Brendon Hartley     | Scuderia Coloni         | 22   | +0:21,924     |           |
| 7                                                     | 11        | 1  | Jules Bianchi       | ART Grand Prix          | 22   | +0:22,567     |           |
| 8                                                     | 6         | 11 | Jérôme d’Ambrosio   | DAMS                    | 22   | +0:24,655     |           |
| 9                                                     | 8         | 15 | Pastor Maldonado    | Rapax Team              | 22   | +0:25,171     |           |
| 10                                                    | 6         | 25 | Michael Herck       | David Price Racing      | 22   | +0:25,672     |           |
| 11                                                    | 9         | 16 | Charles Pic         | Arden International     | 22   | +0:31,924     |           |
| 12                                                    | Bez zmian | 18 | Max Chilton         | Ocean Racing Technology | 22   | +0:35,401     |           |
| 13                                                    | 8         | 8  | Ho-Pin Tung         | Racing Engineering      | 22   | +0:36,654     |           |
| 14                                                    | 1         | 27 | Fabrizio Crestani   | David Price Racing      | 22   | +0:37,828     |           |
| 15                                                    | 7         | 19 | Fabio Leimer        | Ocean Racing Technology | 22   | +0:38,401     |           |
| 16                                                    | 6         | 17 | Rodolfo González    | Arden International     | 22   | +0:38,964     |           |
| 17                                                    | 12        | 9  | Oliver Turvey       | iSport International    | 22   | +0:46,516     |           |
| 18                                                    | 3         | 20 | James Jakes         | Scuderia Coloni         | 22   | +0:51,778     |           |
| 19                                                    | 5         | 3  | Giedo van der Garde | Barwa Addax Team        | 22   | +1:16,380     |           |
| Niesklasyfikowani                                     |           |    |                     |                         |      |               |           |
|                                                       |           | 6  | Marcus Ericsson     | Super Nova Racing       | 18   |               |           |
|                                                       |           | 22 | Federico Leo        | Trident Racing          | 10   |               |           |
|                                                       |           | 2  | Sam Bird            | ART Grand Prix          | 4    |               |           |
|                                                       |           | 4  | Sergio Pérez        | Barwa Addax Team        | 4    |               |           |
| Nie wystartowali / niedopuszczeni do ponownego startu |           |    |                     |                         |      |               |           |
|                                                       |           | 24 | Adrian Zaugg        | Trident Racing          |      |               |           |
| P                                                     | + / –     | Nr | Kierowca            | Konstruktor             | Okr. | Czas / Strata | Komentarz |

#### Najszybsze okrążenie
| Nr | Kierowca            | Konstruktor      | Czas     | Okr. |
| -- | ------------------- | ---------------- | -------- | ---- |
| 3  | Giedo van der Garde | Barwa Addax Team | 1:50,110 | 20   |

#### Premia za najszybsze okrążenie w TOP 10
| Nr | Kierowca      | Konstruktor    | Czas     | Okr. |
| -- | ------------- | -------------- | -------- | ---- |
| 1  | Jules Bianchi | ART Grand Prix | 1:50,628 | 19   |

## Lista startowa
| Team                          | Nr | Kierowca            |
| ----------------------------- | -- | ------------------- |
| ART Grand Prix                | 1  | Jules Bianchi       |
| ART Grand Prix                | 2  | Sam Bird            |
| Barwa Addax Team              | 3  | Giedo van der Garde |
| Barwa Addax Team              | 4  | Sergio Pérez        |
| Super Nova Racing             | 5  | Josef Král          |
| Super Nova Racing             | 6  | Marcus Ericsson     |
| Fat Burner Racing Engineering | 7  | Dani Clos           |
| Fat Burner Racing Engineering | 8  | Ho-Pin Tung         |
| iSport International          | 9  | Oliver Turvey       |
| iSport International          | 10 | Davide Valsecchi    |
| Renault F1 Junior Team        | 11 | Jérôme d’Ambrosio   |
| Renault F1 Junior Team        | 12 | Romain Grosjean     |
| Rapax Team                    | 14 | Luiz Razia          |
| Rapax Team                    | 15 | Pastor Maldonado    |
| Arden International           | 16 | Charles Pic         |
| Arden International           | 17 | Rodolfo González    |
| Ocean Racing Technology       | 18 | Max Chilton         |
| Ocean Racing Technology       | 19 | Fabio Leimer        |
| PPR.com Scuderia Coloni       | 20 | James Jakes         |
| PPR.com Scuderia Coloni       | 21 | Brendon Hartley     |
| Trident Racing                | 22 | Federico Leo        |
| Trident Racing                | 24 | Adrian Zaugg        |
| David Price Racing            | 25 | Michael Herck       |
| David Price Racing            | 27 | Fabrizio Crestani   |